# Weather Report
Weather Report fue un grupo estadounidense de jazz-fusión y jazz-rock que estuvo activo entre 1970 y 1985; interesado en general por la fusión, y liderado por Joe Zawinul y Wayne Shorter, anticipó y contribuyó a la apertura musical estadounidense a las músicas del mundo.

## Componentes

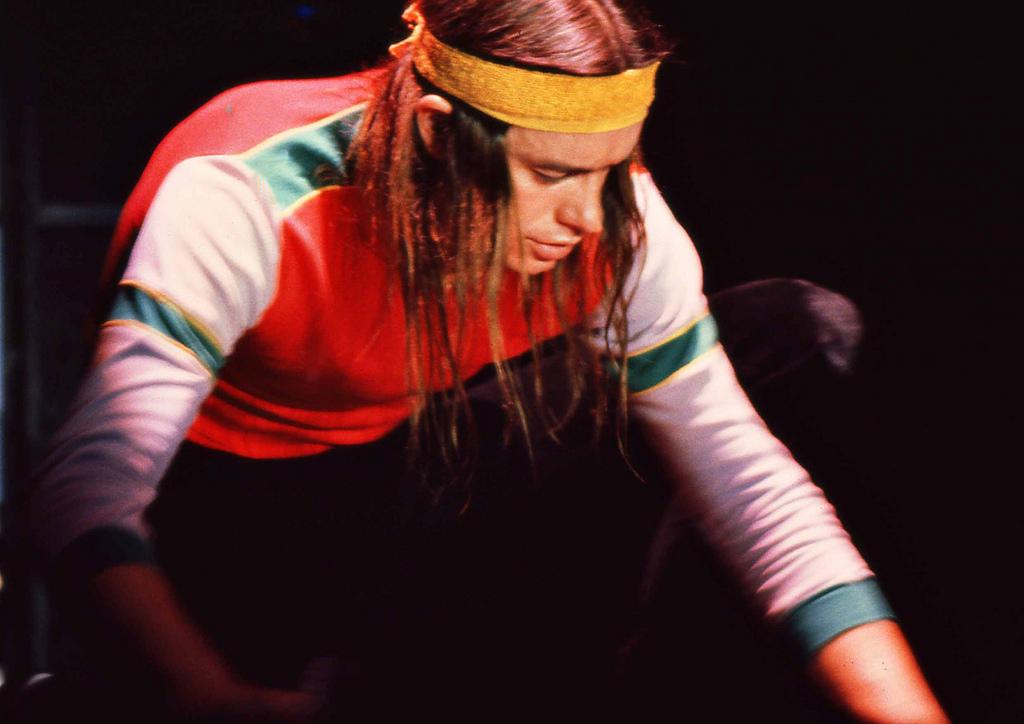
Jaco Pastorius, bajista de Weather Report.

Los miembros originales del grupo fueron, además de Zawinul, el saxofonista Wayne Shorter, el contrabajista y bajista eléctrico Miroslav Vitouš, el percusionista Airto Moreira y el baterista Alphonse Mouzon. Otros músicos que participarían en el proyecto serían el bajista Jaco Pastorius, el baterista Peter Erskine, el bajista Victor Bailey, el baterista Omar Hakim, el baterista Chester Thompson (1975-1976) y los percusionistas Dom Um Romão, Alex Acuña, Jose Rossy y Mino Cinelu.
El grupo se originó como una extensión de las grabaciones electrónicas de Miles Davis, particularmente de sus discos In a Silent Way y Bitches Brew, abiertas a la improvisación colectiva y a la combinación de elementos del jazz, del rock, el funk, de la música latina y de diversas tradiciones musicales étnicas.
El disco más exitoso de la banda fue Heavy Weather (1977), en el que se incluye el tema "Birdland", considerado como un estándar del jazz.
En febrero de 1986, Wayne Shorter abandona el grupo para dedicarse a su carrera en solitario. Dado que Shorter no quiso que se siguiera utilizando más el nombre de Weather Report, Zawinul creó la banda Weather Update, incorporando al guitarrista Steve Khan, al bajista Victor Bailey y al percusionista Robert Thomas, Jr., además de mantener a Peter Erskine en la batería. La banda realizó algunas giras y se grabó un video de los conciertos en vivo de la banda en 1991, llamado "Joe Zawinul and Weather Update", que se publicó como DVD en 2005.

## Discografía

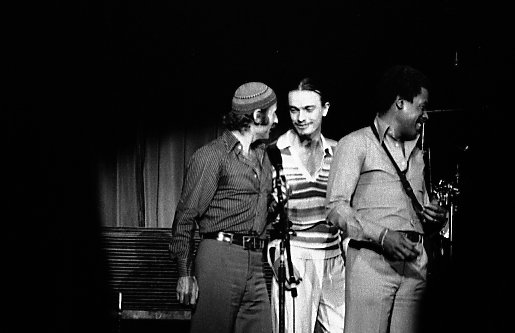
Convocation Hall de Toronto. 27/11/1977. Zawinul, Pastorius y Shorter.

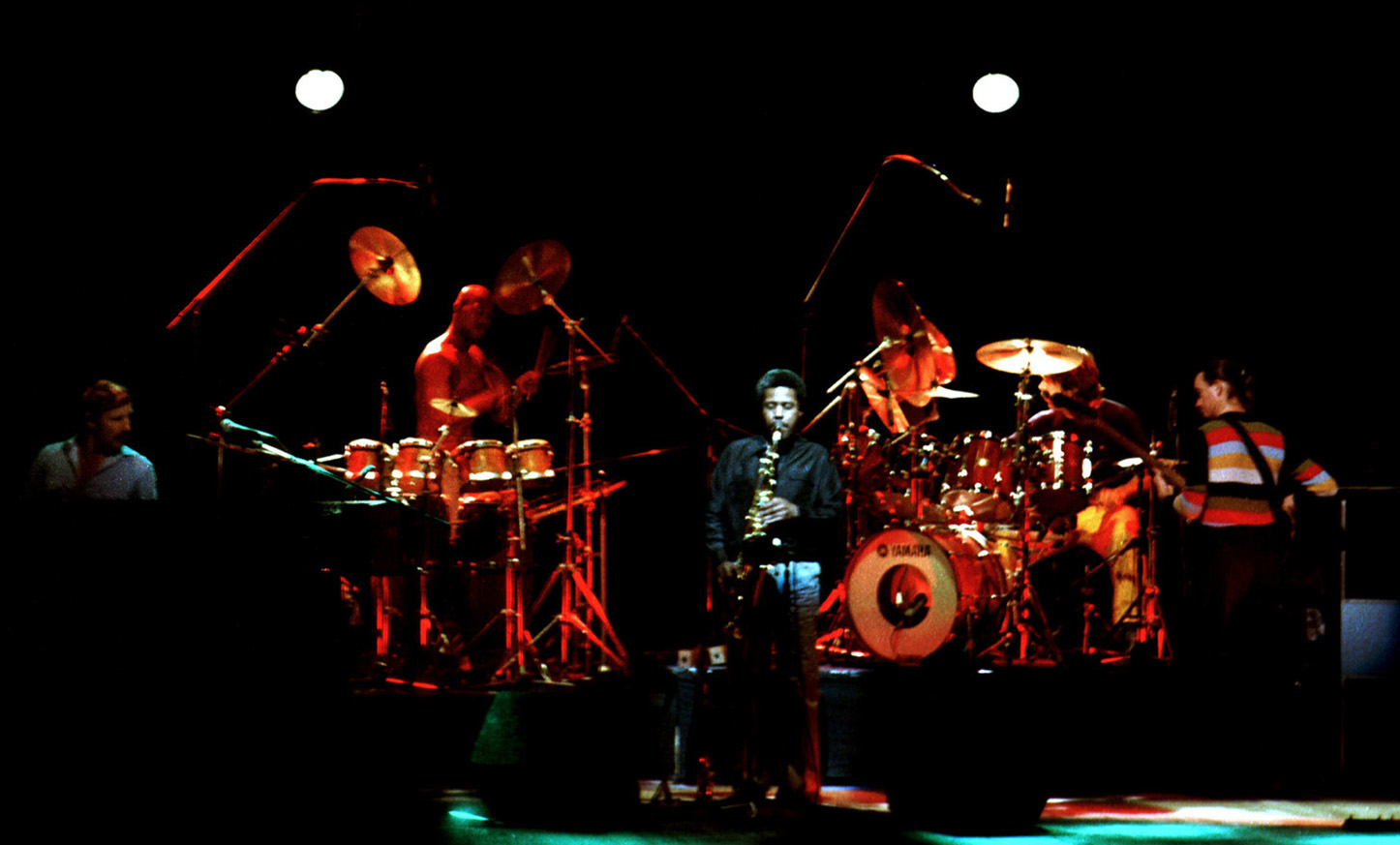
Shorter, Pastorius, Zawinul, Erskine y Bobby Thomas Jr. Kosei Nenkin Hall. Shinjuku (Tokio). 11/6/1981.

| Año  | Álbum |
| ---- | --- |
| 1971 | Weather Report - 1.̊er álbum de estudio - Premio Grand Prix, Mejor Banda del Año, y Mejor Venta del año de Álbum de Jazz, en la revista Swing Journal                                     |
| 1972 | I Sing the Body Electric - 2.º álbum de estudio - n.º 147 en The Billboard 200 chart (1972)                                                                                              |
| 1972 | Live in Tokyo - Álbum en directo grabado el 13 de enero de 1972 en el Shibuya Kokaido Hall, Tokio, Japón                                                                                 |
| 1973 | Sweetnighter - 3.̊er álbum de estudio - Grupo de Jazz del Año en el 38.º Down Beat Readers Poll                                                                                           |
| 1974 | Mysterious Traveller - 4.º álbum de estudio - Jazz Album del Año y Grupo de Jazz del Año en el 39.º Down Beat Readers Poll                                                               |
| 1975 | Tale Spinnin - 5.º álbum de estudio - Jazz Album del Año y Grupo de Jazz del Año en el 40.º Down Beat Readers Poll                                                                       |
| 1976 | Black Market - 6.º álbum de estudio - Jazz Album del Año y Grupo de Jazz del Año en el 41.er Down Beat Readers Poll                                                                      |
| 1977 | Heavy Weather - 7.º álbum de estudio - Premio Grammy, Manhattan Transfer versión de "Birdland"                                                                                           |
| 1978 | Mr. Gone - 8.º álbum de estudio - Grupo de Jazz del Año en el 43.̊er Down Beat Readers Poll                                                                                               |
| 1979 | 8:30 - Álbum en vivo grabado en enero-febrero de 1979, excepto los cortes 10-13, grabados en estudio - Premio Grammy a la mejor interpretación de Jazz Fusion de 1979 (premiado en 1980) |
| 1980 | Night Passage - 9.º álbum de estudio - n.º 57 en el Billboard 200 chart (1980) |
| 1982 | Weather Report (1982) - 10.º álbum de estudio - n.º 68 en el Billboard 200 chart (1982)                                                                                                  |
| 1983 | Procession - 11.º álbum de estudio - n.º 96 en el Billboard 200 chart (1983) |
| 1984 | Domino Theory - 12.º álbum de estudio - n.º 136 en el Billboard 200 chart (1983) |
| 1985 | Sportin' Life - 13.̊er álbum de estudio - n.º 191 en el Billboard 200 chart (1983) |
| 1986 | This Is This! - 14.º y último álbum de estudio - n.º 195 en el Billboard 200 chart (1983)                                                                                                |
| 2002 | Live and Unreleased - Grabaciones en vivo, tomadas entre el 25 de noviembre de 1975 y el 3 de junio de 1983 - n.º 21 en el Billboard Top Albums de Jazz Contemporáneo chart (2002)       |
| 2006 | Forecast: Tomorrow - Caja de 3-CD + 1-DVD de actuaciones en directo en 1978 - n.º 18 en el Billboard Top Albums de Jazz Contemporáneo chart (2006)                                       |
| 2010 | Live in Hamburg 1971 (DVD) |
| 2011 | Live in Berlin 1975 (CD) |
| 2011 | German Concerts: Berlin 1975 & Offenbach (CD) |
| 2011 | Live in Cologne 1983 (CD)o(DVD) |
| 2011 | Live in Offenbach 1978 (CD) |

Nota: Esta sección es una adaptación de la discografía del artículo de la Wikipedia en inglés.

## Influencia en la cultura popular
En Stone Ocean, la sexta parte del manga japonés JoJo's Bizarre Adventure, uno de los personajes se llama Weather Report, en alusión a la banda.

## Galería

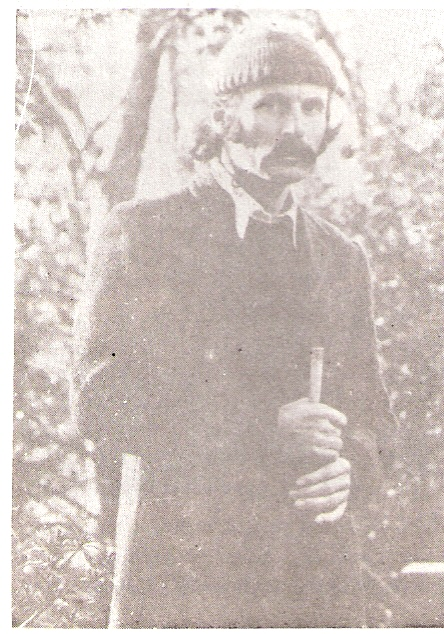
Joseph Zawinul (Revista "Pájaro de fuego").
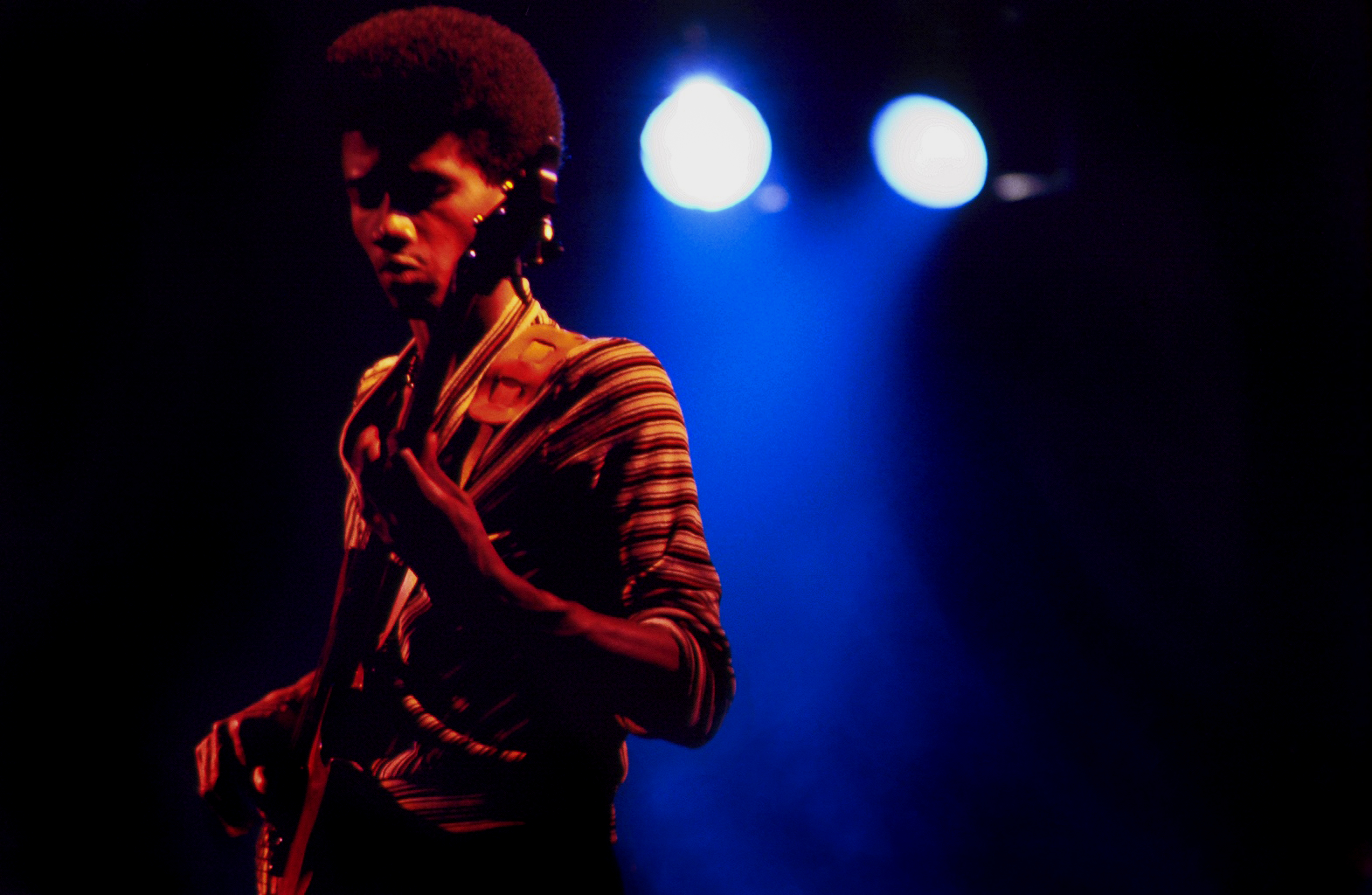
Alphonso Johnson en una actuación de Weather Report en Rochester (Nueva York) en 1977.
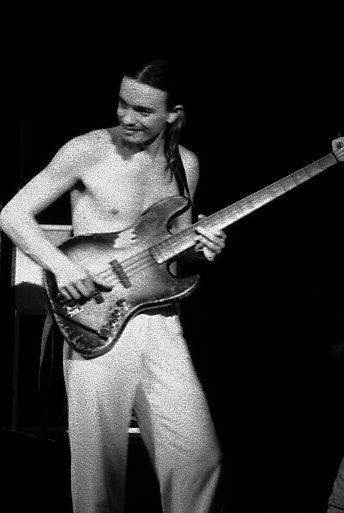
Convocation Hall de Toronto. 27/11/1977. Jaco Pastorius.
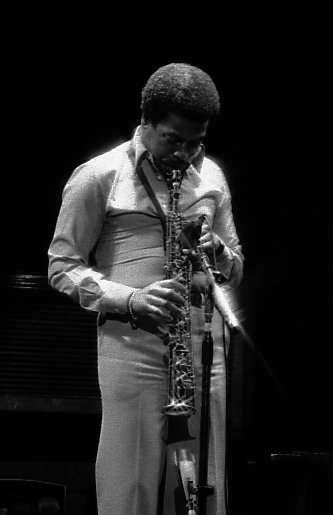
Convocation Hall de Toronto. 27/11/1977. Wayne Shorter.
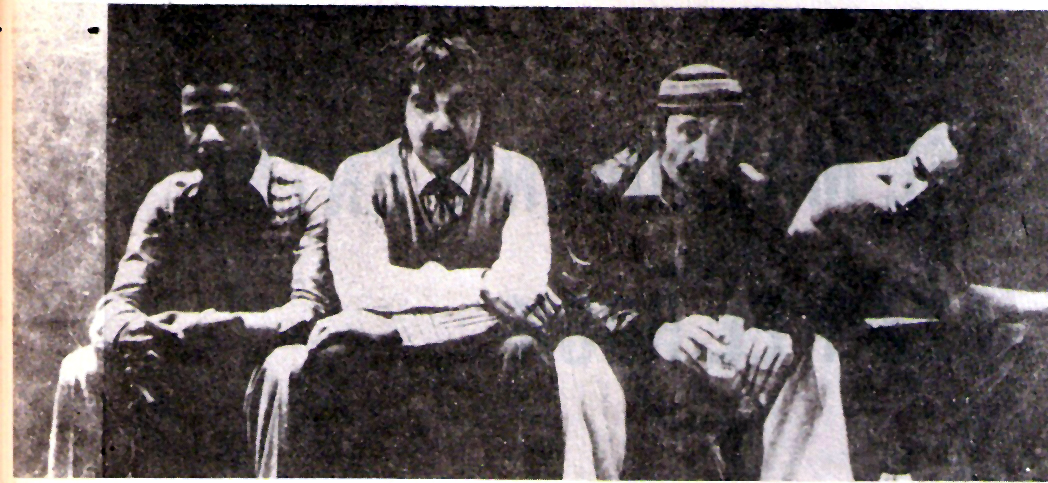
Weather Report en 1980.
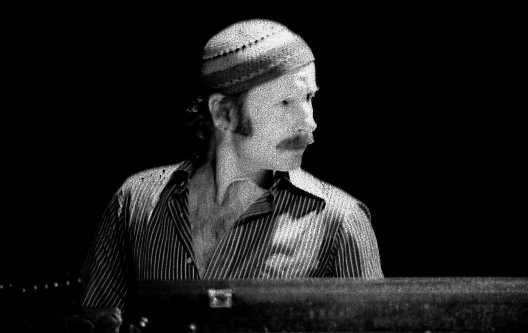
Convocation Hall de Toronto. 27/11/1977. Zawinul.